# 매켄지 모지
매켄지 모지(MacKenzie Mauzy, 1988년 10월 14일 ~ )는 미국의 배우이다.

## 출연 작품
- 걸스 나이트 아웃 (2017)
- 포에버 (2014)
- 숲속으로 (2014)